# Capnia naraiensis
Capnia naraiensis är en bäcksländeart som beskrevs av Kawai 1957. Capnia naraiensis ingår i släktet Capnia och familjen småbäcksländor. Inga underarter finns listade i Catalogue of Life.